# Ivan Dal Santo
Ivan Dal Santo est un footballeur bi-national italien et suisse né le 12 janvier 1972 à Milan.

## Carrière
- 1991-1993 : FC Wettingen
- 1993-1995 : FC Winterthour
- 1995-1996 : Neuchâtel Xamax
- 1996-1998 : FC Saint-Gall
- 1998-1999 : FC Wohlen
- 1999-2003 : FC Saint-Gall
- 2003-2004 : FC Zurich
- 2004-2005 : SC YF Juventus
- 2005-2007 : FC Lucerne
- Dès 2007 : FC Wohlen